# 新東京エリート
株式会社新東京エリート（しんとうきょうエリート）は、都内ホテル、ゲストハウスウェディングにおけるサービスクリエーター（ウェイター、ウェイトレス）・バンケットコンパニオン・大手スーパー等でのデモンストレーター・レジスタッフ・キャンペーンスタッフ等の紹介、派遣、請負業を執り行っている企業である。京王グループに属する。本社は東京都渋谷区幡ヶ谷。

## 概要
京王電鉄の子会社である株式会社京王ストアが設立した会社である。もともとは、「配膳人紹介業」のみを執り行っていたが、2003年4月に、各種企画のエージェンシー事業にも進出をした。

## 沿革
- 1970年2月16日 株式会社京王ストアの100％出資によって、「株式会社新東京エリート」が設立される。
- 2003年4月1日 同じ京王グループの会社であった「株式会社京王バンケットサービス」と合併する。